# Hubert Soudant
Hubert Soudant (Maastricht, 16 maart 1946) is een Nederlands dirigent.
Soudant bezocht het conservatorium in zijn geboortestad, waar hij hoorn en orkestdirectie studeerde. Aansluitend volgde hij cursussen bij Jean Fournet en Franco Ferrara. Als 21-jarige werd hij benoemd tot assistent-dirigent van de (vier) omroeporkesten in Hilversum.
Hij won prijzen tijdens diverse dirigentenconcoursen. In 1971 was hij laureaat van  het concours voor jonge dirigenten in Besançon, in 1973 won hij een van de prijzen van het Internationale Herbert von Karajan Concours in Berlijn en in 1975 het Cantelli Concours in Milaan.
Hierna werd hij beschouwd als een van de grote jonge talenten op het gebied van orkestdirectie in Nederland en hij dirigeerde diverse regionale en omroeporkesten, maar ook stond hij voor het Concertgebouworkest en het Residentieorkest. In 1974 werd hij benoemd tot chef-dirigent van het Utrechts Symfonie Orkest, als opvolger van David Zinman. In de periode 1977-1978 kreeg hij Willem van Otterloo als tweede chef naast zich.
In 1980 verliet hij het Utrechtse orkest en begon hij aan een internationale carrière. Die bracht hem in Frankrijk, waar hij eerste dirigent werd van het Radio France Nouvelle Orchestra Philharmonique (1981–1983). In 1988 werd hij de eerste dirigent van het nieuw opgerichte Orchestra Arturo Toscanini in Parma en van 1994 tot 2004 was hij chef van het Orchestre National des Pays de la Loire. Een speciale band kreeg Soudant met het Mozarteumorkest in Salzburg, waarvan hij van 1994 tot 2007 eerste dirigent was. Hij ontwikkelde zich tot een fijnzinnig Mozartdirigent en werd in 2004  tot ereburger van de stad Salzburg benoemd.
Als gastdirigent was Soudant actief bij veel Europese orkest en operahuizen. Ook buiten Europa dirigeerde hij steeds vaker. Het Melbourne Symphony Orchestra  benoemde hem tot vaste gastdirigent (1985-1988) en in 1999 verkreeg hij die positie ook bij het Symfonieorkest van Tokio. Van dat laatste orkest was hij van 2004 tot 2014 chef-dirigent en artistiek leider. In Japan maakte hij naam met symfonische- en opera-uitvoeringen. De door hem geleide productie van Mozarts la Clemenza di Tito werd in 2006 uitgeroepen tot de beste van dat jaar in Japan.
Soudant ontving een Grand Prix du Disque voor opnamen van symfonieën van Tsjaikovski en werken van Liszt. Bekend werd ook de op plaat vastgelegde eerste Europese uitvoering van de door William Carragan voltooide versie van de negende symfonie van Bruckner met het Utrechts Symfonieorkest.